# Marie Ismaël-Garcin
Pour les articles homonymes, voir Ismaël (homonymie).
Marie Ismaël-Garcin (1858-1946), est une cantatrice française qui chante des rôles importants comme « chanteuse légère » dans plusieurs opéras de province français pendant les années 1880. Son mari est le baryton français Jean-Vital Jammes – Ismaël à la scène.

## Vie et carrière musicale
Marie Ismaël-Garcin est née Rose Françoise Marie Garcin à Marseille. Son père, Louis François, est journalier agricole, et sa mère, Charlotte Rose Girard, rempailleuse de chaises, tous deux de père inconnu. Louis accède ensuite à la petite bourgeoisie en devenant pédicure rue Saint Ferréol à Marseille. Marie reçoit — pour une jeune fille de son temps — une bonne éducation (elle a des précepteurs à domicile) et ses parents peuvent l'envoyer vers 1876-1877 à Paris étudier le chant, pour lequel elle montre des dispositions. Son professeur sera Jean-Vital Jammes, artiste très connu à Marseille. Sa première apparition publique liée à Ismaël a lieu en juin 1877,. Elle l’épousera plus tard et chantera alors sous le nom d’Ismaël-Garcin.

D'après une de ses biographies de l'époque datée de 1887, elle débute à Gand, puis chante à Bordeaux. En 1880 elle fait ses débuts sur la scène du Grand Théâtre de Marseille et joue en particulier dans Zampa de Herold. Elle passe ensuite à Lille, et elle chante la saison suivante en tant que première chanteuse au Grand Théâtre d’Angers en 1883. Elle y obtient un grand succès dans Fra Diavolo et en tant qu’Annette dans Robin des Bois (une adaptation de Der Freischütz) de Weber. Selon Jules Breton, elle « … était douée d’une voix merveilleuse, puissante et souple ; c’était une cantatrice de haute valeur ». Les années suivantes, nous la retrouvons à Alger, puis à Genève. En 1885, elle épouse Ismaël. En effet, dès la promulgation de la loi sur le divorce en 1884, Ismaël l'a demandé pour épouser Marie. Il vivait « séparé de corps » de sa femme Alceste Cœuriot depuis des années. Au Cercle artistique de Marseille, Marie Ismaël s’attire fin décembre 1885 une description de sa voix très louangeuse, reprise dans Le Figaro : 

« Sa voix souple, étoffée, d’une singulière étendue, franchit avec une égale valeur tous les degrés de l’échelle des soprani. Large, veloutée, fondante dans le cantabilé, elle possède dans les exercices de légèreté une incomparable facilité de mécanisme. Ses variations de Proch ont été un feu d'artifice où trilles, gruppetti, arpèges, staccati, jaillissaient, pleuvaient, et s’épanouissaient en fusées, avec une justesse, un éclat, une netteté rares. »

En 1885-1886, Marie chante au Théâtre du Capitole de Toulouse. Dans la troupe se trouve également Alceste Ismaël revenue cette année-là du théâtre de la Monnaie à Bruxelles. Un jour du printemps 1886, Marie et Alceste finissent par se retrouver sur scène ensemble, dans une même représentation de Faust et sous le même nom d'Ismaël — Alceste dans Marthe et Marie jouant Marguerite. Il s'ensuit un procès, Jean-Vital Jammes - qui assistait à la représentation - refusant qu'Alceste continue à porter son nom de scène après leur divorce. Mais Alceste gagne définitivement, devant le tribunal civil de Toulouse, le droit de se faire appeler Ismaël sur scène,,,. À compter de ce jour, Marie joue sous le nom d'Ismaël-Garcin.
En 1886, Marie Ismaël-Garcin signe un nouveau contrat au Grand Théâtre de Marseille comme « première chanteuse légère ». Elle y paraît pendant la saison 1886-1887 comme Catherine Glover dans La Jolie fille de Perth de Bizet et Ophélie dans Hamlet de Thomas, entre autres rôles. Nous la retrouvons à la saison 1888-1889 au théâtre Graslin de Nantes. Selon Étienne Destranges, écrivant dans Le Théâtre à Nantes, Marie Ismaël-Garcin avait été une cantatrice très prometteuse. En particulier à Nantes, elle avait eu un grand succès en Dinorah dans Le Pardon de Ploërmel de Meyerbeer. Les critiques de la Gazette artistique de Nantes sont très élogieuses en 1888 et la qualifient d'« étoile » du théâtre Graslin. Mais en 1889 sa voix était déjà sur le déclin. Après un échec dans Le Roi d'Ys de Lalo en avril de cette année, elle se retire définitivement de la scène — apparemment pour un problème vocal.

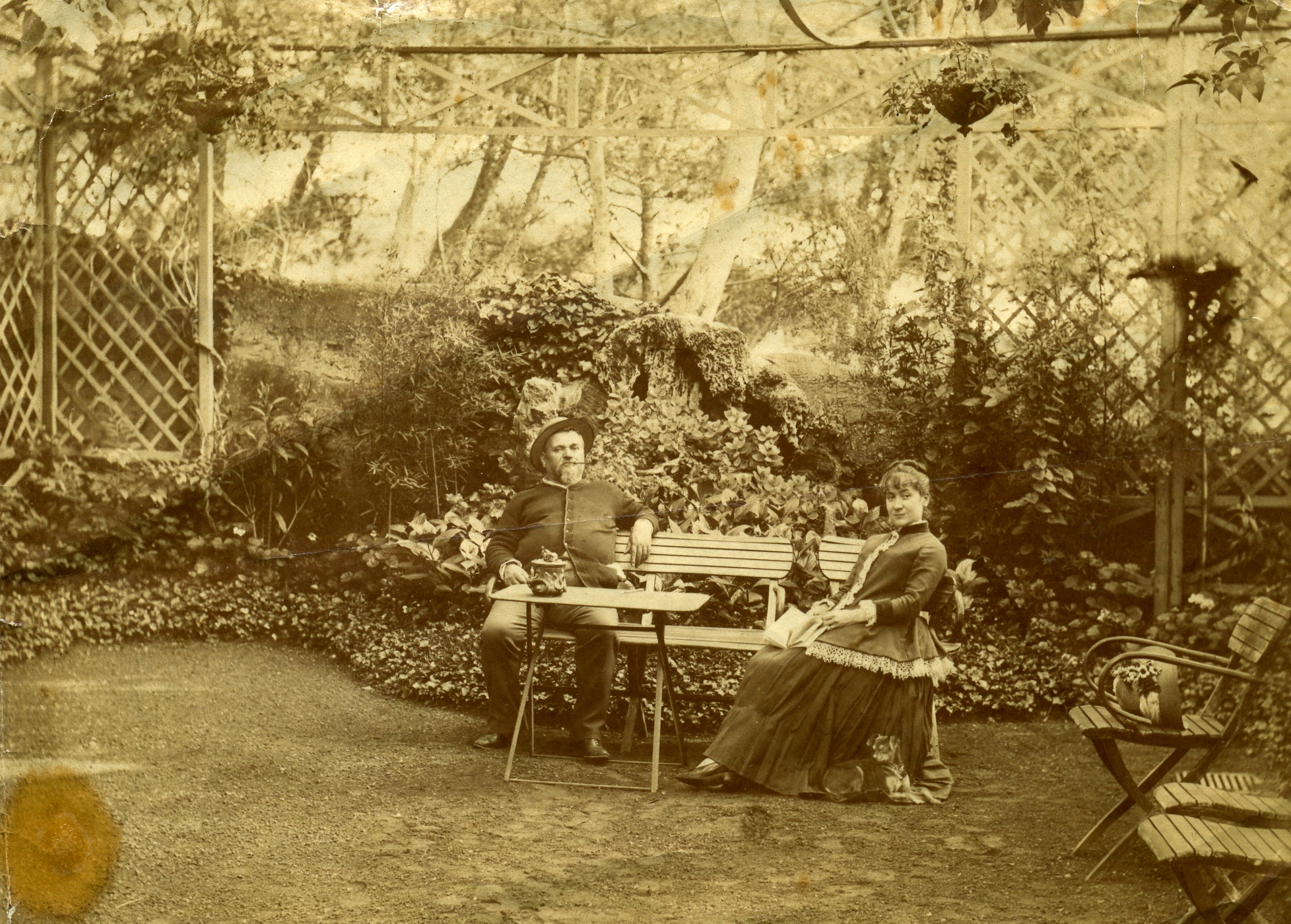
Marie et Ismaël à leur villa de Marseille vers 1890

 Ismaël avait pris sa retraite définitive en 1882 (ou 1886). Il passe ses dernières années avec Marie à sa villa de Marseille. Après sa mort en 1893, Marie Garcin ne se remarie pas et vit jusqu’à son décès dans sa villa. Le périodique marseillais La Vedette, op. cit., nous informe qu'elle reste active dans la vie mondaine et musicale locale jusqu'en 1910 au moins. Cette année-là, elle joue à une représentation de charité dans Joli Gilles de Ferdinand Poise. Marie Ismaël-Garcin n'a jamais eu d'enfant, et son mari Jean-Vital Jammes n'a pas non plus de descendance connue. Toutefois, Marie adopte en 1925 sa filleule Marie-Rose Ménard, née en 1898 à Marseille, et ainsi devenue Marie-Rose Ménard-Garcin. Marie Ismaël-Garcin décède à son domicile en 1946, et repose depuis avec son mari dans le caveau familial du Cimetière Saint-Pierre à Marseille.

### Répertoire

#### Représentations au Grand-Théâtre d'Angers (1883-1884)
- Zerline dans Fra Diavolo d'Auber ;
- Annette dans Robin des Bois (une adaptation de Der Freischütz) de Weber ;
- Agathe dans "les Freysc ..." ;
- Dinorah dans Le Pardon de Ploërmel, de Giacomo Meyerbeer ;

#### Représentations au Théâtre Graslin de Nantes (1888-1889)
Sous la direction Poitevin, Marie chante en particulier pendant cette saison :
- Ophélie dans Hamlet[GAN 2] ;
- Philine dans Mignon[GAN 3] ;
- La Fille du Régiment[GAN 4] ;
- Dinorah dans Le Pardon de Ploërmel, de Giacomo Meyerbeer, novembre 1888[GAN 5] ;
- Le songe d’une nuit d’été[GAN 6] ;
- Hamlet d’Ambroise Thomas[GAN 7] ;
- Camille dans Zampa d’Hérold[GAN 8] ;
- Marie dans Le Voyage en Chine de François Bazin[N 5],[GAN 9] ;
- Et dans les « Concerts populaires de Nantes »[GAN 10] :
  - Concert Piedeleu, 18 janvier 1889 ;
  - Théâtre de la Renaissance, Marguerite dans La damnation de Faust d’Hector Berlioz, 25 janvier 1889 ;
- Marguerite dans Faust de Gounod[GAN 11] ;
- Marguerite dans La damnation de Faust de Berlioz[GAN 12] ;
- Le Roi d’Ys[N 6],[GAN 13] ;
- Lucie de Lammermoor de Gaetano Donizetti[N 7],[GAN 14].

Elle résilie son contrat pour raisons de santé avant le 20 avril 1889 et ne remontera plus sur scène à titre professionnel.

### Iconographie

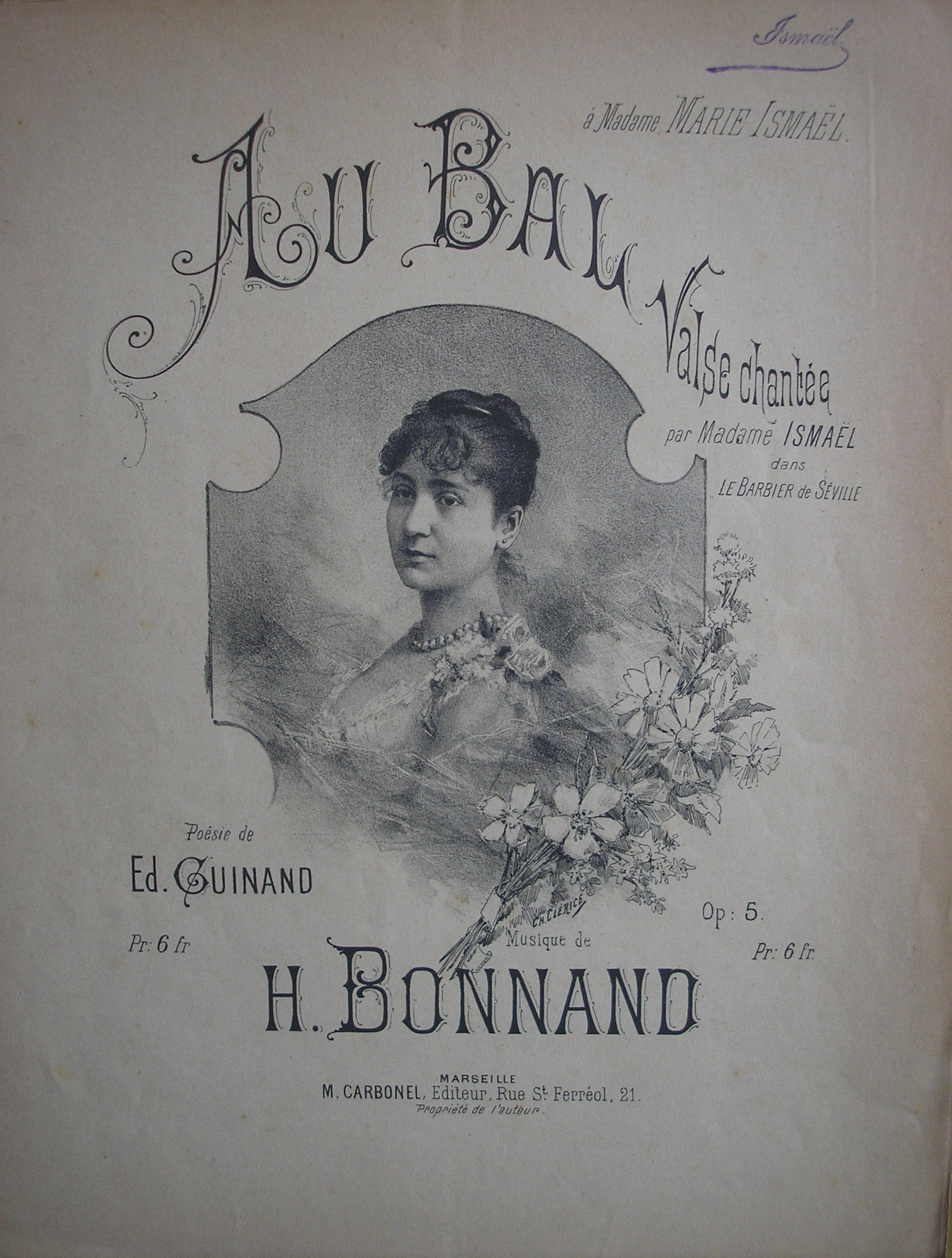
Marie Garcin vers 1880, sur la couverture d'une partition qui lui est dédiée.